# 椆树桑寄生
椆树桑寄生（学名：Loranthus delavayi）为桑寄生科桑寄生属下的一个种。

## 扩展阅读
- 維基物種上的相關：椆树桑寄生